# زاگورسکی (روستا)
زاگورسکی (به بلغاری: Zagorski) یک منطقهٔ مسکونی در بلغارستان است که در شهرستان کیرکوفو واقع شده‌است.